# Немоево
Немоево — деревня в Островском районе Псковской области. Входит в состав Островской волости.
Расположена в 14 км к северо-востоку от центра города Остров.
| 2001 | 2002 | 2010 |
| ---- | ---- | ---- |
| 17   | ↘7   | ↗8   |

## История
В писцовых книгах 1585-87 гг. погост Немоево указан, как центр Немоевской губы Островского уезда.
Деревня до апреля 2015 года входила в состав ныне упразднённой Волковской волости района.